# Porque hay cosas que nunca se olvidan
Porque Hay Cosas que Nunca se Olvidan é um curta-metragem argentino de 2008. Apostando no humor-negro e dirigido pelo argentino Lucas Figueroa, o filme, que foi lançado em 30 de agosto de 2008, ganhou mais de 300 prêmios, e por isso entrou para o Guinness Book como o curta-metragem mais premiado da história do cinema. Além disso, o filme ganha destaque por contar em seu elenco com a participação especial do astro do futebol italiano Fabio Cannavaro.

## Elenco
- Nicolo Urbinati
- Giulio Baldari
- Victor Menegas
- Tiziano Scarponi
- Emiliana Olmedo
- Fabio Cannavaro

## Prêmios e Indicações
O filme ganhou mais de 300 prêmios, e por isso entrou para o Guinness Book como o curta-metragem mais premiado da história do cinema. Alguns dos prêmios estão listados abaixo:
| Ano  | Prêmio                                           | Categoria                                     | Resultado | Ref.  |
| ---- | ------------------------------------------------ | --------------------------------------------- | --------- | ----- |
| 2008 | 24fps International Short Film Festival          | Melhor Filme de Curta-Metragem                | Venceu    | [ 3 ] |
| 2008 | 24fps International Short Film Festival          | Luminaria Award (Melhor Cinematografia)       | Venceu    | [ 3 ] |
| 2008 | Brussels International Independent Film Festival | Melhor Filme de Curta-Metragem                | Venceu    | [ 3 ] |
| 2008 | Huelva Latin American Film Festival              | Melhor Filme de Curta-Metragem                | Venceu    | [ 3 ] |
| 2009 | Adana Film Festival                              | Melhor Filme de Ficção - Curta-Metragem       | Venceu    | [ 3 ] |
| 2009 | Amsterdam Fantastic Film Festival                |                                               | Venceu    | [ 3 ] |
| 2009 | Washington DC Independent Film Festival          | Melhor Filme de Curta-Metragem                | Venceu    | [ 3 ] |
| 2009 | Goya Awards                                      | Melhor Filme de Ficção - Curta-Metragem       | Indicado  | [ 3 ] |
| 2010 | Almería International Short Film Festival        | Melhor Filme Estrangeiro de Curta-Metragem    | Venceu    | [ 3 ] |
| 2012 | Prêmio CineFoot                                  | Melhor Filme de Curta Metragem - Voto Popular | Venceu    | [ 4 ] |